# Coppa del Mondo juniores di slittino 2025
La Coppa del Mondo juniores di slittino 2024/2025 fu la trentaduesima edizione del circuito mondiale dello slittino relativo alla categoria juniores, manifestazione organizzata annualmente dalla FIL; iniziò il 5 dicembre 2024 a La Plagne in Francia e si concluse il 2 marzo 2025 a Sigulda in Lettonia. Si disputarono ventinove gare: sei prove per tipo nel singolo donne, nel singolo uomini, nel doppio donne e nel doppio uomini e cinque nelle gare a squadre.
Nel corso della stagione si svolsero anche i campionati mondiali di categoria a Sankt Moritz, in Svizzera, competizione non valida ai fini della Coppa del Mondo, mentre le tappe di Oberhof e la prima di Sigulda furono valide rispettivamente anche come campionati pacifico-americani juniores e campionati europei juniores.
Anche per questa edizione della Coppa del Mondo juniores, come già accaduto nelle due precedenti, nessuno slittinista russo poté prendere parte alle gare; il congresso della FIL confermò infatti la decisione presa dal proprio comitato esecutivo, che escluse gli atleti russi da tutte le competizioni disputate sotto la sua egida a causa dell'invasione dell'Ucraina da parte della Russia.
Le coppe di cristallo, trofeo conferito ai vincitori del circuito, furono assegnate alla tedesca Josephine Buse per quanto concerne il singolo donne, all'italiano Leon Haselrieder nell'individuale maschile, alle azzurre Alexandra Oberstolz e Katharina Kofler nel doppio femminile, ai teutonici Louis Grünbeck e Maximilian Kührt nella prova a coppie uomini ed alla nazionale di slittino della Germania nella gara a squadre.

## Calendario
| Tappa  | Località     | Pista                              | Data                | Singolo           | Singolo           | Doppio            | Doppio            | Gara a squadre    |
| Tappa  | Località     | Pista                              | Data                | Uomini            | Donne             | Uomini            | Donne             | Gara a squadre    |
| ------ | ------------ | ---------------------------------- | ------------------- | ----------------- | ----------------- | ----------------- | ----------------- | ----------------- |
| 1      | La Plagne    | Pista di La Plagne                 | 5 dicembre 2024     | ●                 | ●                 | ●                 | ●                 |                   |
| 2      | La Plagne    | Pista di La Plagne                 | 6–7 dicembre 2024   | ●                 | ●                 | ●                 | ●                 | ●                 |
| 3      | Winterberg   | Eisarena Winterberg                | 20–21 dicembre 2024 | ●                 | ●                 | ●                 | ●                 | ●                 |
| –      | Sankt Moritz | Olympia Bobrun St. Moritz–Celerina | 1º–2 febbraio 2025  | Mondiali juniores | Mondiali juniores | Mondiali juniores | Mondiali juniores | Mondiali juniores |
| 4      | Oberhof      | Pista di Oberhof                   | 14–15 febbraio 2025 | ●                 | ●                 | ●                 | ●                 | ●                 |
| 5      | Sigulda      | Pista di Sigulda                   | 27–28 febbraio 2025 | ●                 | ●                 | ●                 | ●                 | ●                 |
| 6      | Sigulda      | Pista di Sigulda                   | 1º–2 marzo 2025     | ●                 | ●                 | ●                 | ●                 | ●                 |
| Totale | Totale       | Totale                             | Totale              | 6                 | 6                 | 6                 | 6                 | 5                 |

|  | Le tappe di Oberhof e la prima di Sigulda assegnarono rispettivamente anche il titolo pacifico-americano e quello europeo di categoria del 2025. |

## Risultati

### Singolo donne
| Data             | Località   | Nazione  | Prima classificata           | Seconda classificata         | Terza classificata           | RU     |
| ---------------- | ---------- | -------- | ---------------------------- | ---------------------------- | ---------------------------- | ------ |
| 5 dicembre 2024  | La Plagne  | Francia  | Anka Jänicke Germania        | Antonia Pietschmann Germania | Embyr-Lee Susko Canada       | [ 7 ]  |
| 6 dicembre 2024  | La Plagne  | Francia  | Anka Jänicke Germania        | Antonia Pietschmann Germania | Margita Sirsniņa Lettonia    | [ 8 ]  |
| 21 dicembre 2024 | Winterberg | Germania | Anka Jänicke Germania        | Josephine Buse Germania      | Embyr-Lee Susko Canada       | [ 9 ]  |
| 14 febbraio 2025 | Oberhof    | Germania | Antonia Pietschmann Germania | Josephine Buse Germania      | Margita Sirsniņa Lettonia    | [ 10 ] |
| 28 febbraio 2025 | Sigulda    | Lettonia | Zane Kaluma Lettonia         | Josephine Buse Germania      | Antonia Pietschmann Germania | [ 11 ] |
| 2 marzo 2025     | Sigulda    | Lettonia | Josephine Buse Germania      | Zane Kaluma Lettonia         | Alexandra Oberstolz Italia   | [ 12 ] |

### Singolo uomini
| Data             | Località   | Nazione  | Primo classificato      | Secondo classificato   | Terzo classificato      | RU     |
| ---------------- | ---------- | -------- | ----------------------- | ---------------------- | ----------------------- | ------ |
| 5 dicembre 2024  | La Plagne  | Francia  | Leon Haselrieder Italia | Theo Downey Canada     | Paul Socher Austria     | [ 13 ] |
| 7 dicembre 2024  | La Plagne  | Francia  | Leon Haselrieder Italia | Dylan Morse Canada     | Theo Downey Canada      | [ 14 ] |
| 20 dicembre 2024 | Winterberg | Germania | Noah Kallan Austria     | Marco Leger Germania   | Leon Haselrieder Italia | [ 15 ] |
| 15 febbraio 2025 | Oberhof    | Germania | Marco Leger Germania    | Niklas Zehner Germania | Noah Kallan Austria     | [ 16 ] |
| 27 febbraio 2025 | Sigulda    | Lettonia | Fabio Zauser Austria    | Noah Kallan Austria    | Marco Leger Germania    | [ 17 ] |
| 1º marzo 2025    | Sigulda    | Lettonia | Noah Kallan Austria     | Hannes Röder Germania  | Marco Leger Germania    | [ 18 ] |

### Doppio donne
| Data             | Località   | Nazione  | Prime classificate                         | Seconde classificate                        | Terze classificate                            | RU     |
| ---------------- | ---------- | -------- | ------------------------------------------ | ------------------------------------------- | --------------------------------------------- | ------ |
| 5 dicembre 2024  | La Plagne  | Francia  | Elisa-Marie Storch Pauline Patz Germania   | Alexandra Oberstolz Katharina Kofler Italia | Amanda Ogorodņikova Selīna Zvilna Lettonia    | [ 19 ] |
| 6 dicembre 2024  | La Plagne  | Francia  | Elisa-Marie Storch Pauline Patz Germania   | Alexandra Oberstolz Katharina Kofler Italia | Amanda Ogorodņikova Selīna Zvilna Lettonia    | [ 20 ] |
| 20 dicembre 2024 | Winterberg | Germania | Sarah Pflaume Lina Peterseim Germania      | Alexandra Oberstolz Katharina Kofler Italia | Lilly-Sophie Bierast Leandra Claus Germania   | [ 21 ] |
| 14 febbraio 2025 | Oberhof    | Germania | Elisa-Marie Storch Pauline Patz Germania   | Alexandra Oberstolz Katharina Kofler Italia | Lilly-Sophie Bierast Leandra Claus Germania   | [ 22 ] |
| 27 febbraio 2025 | Sigulda    | Lettonia | Elisa-Marie Storch Pauline Patz Germania   | Alexandra Oberstolz Katharina Kofler Italia | Zuzanna Jędrzejczyk Oliwia Dawidowska Polonia | [ 23 ] |
| 1º marzo 2025    | Sigulda    | Lettonia | Marta Robežniece Kitija Bogdanova Lettonia | Elisa-Marie Storch Pauline Patz Germania    | Alexandra Oberstolz Katharina Kofler Italia   | [ 24 ] |

### Doppio uomini
| Data             | Località   | Nazione  | Primi classificati                           | Secondi classificati                         | Terzi classificati                           | RU     |
| ---------------- | ---------- | -------- | -------------------------------------------- | -------------------------------------------- | -------------------------------------------- | ------ |
| 5 dicembre 2024  | La Plagne  | Francia  | Louis Grünbeck Maximilian Kührt Germania     | Silas Sartor Liron Raimer Germania           | Raimonds Baltgalvis Uldis Jakseboga Lettonia | [ 25 ] |
| 6 dicembre 2024  | La Plagne  | Francia  | Raimonds Baltgalvis Uldis Jakseboga Lettonia | Louis Grünbeck Maximilian Kührt Germania     | Silas Sartor Liron Raimer Germania           | [ 26 ] |
| 20 dicembre 2024 | Winterberg | Germania | Louis Grünbeck Maximilian Kührt Germania     | Silas Sartor Liron Raimer Germania           | Raimonds Baltgalvis Uldis Jakseboga Lettonia | [ 27 ] |
| 14 febbraio 2025 | Oberhof    | Germania | Marcus Mueller Ansel Haugsjaa Stati Uniti    | Silas Sartor Liron Raimer Germania           | Louis Grünbeck Maximilian Kührt Germania     | [ 28 ] |
| 27 febbraio 2025 | Sigulda    | Lettonia | Marcus Mueller Ansel Haugsjaa Stati Uniti    | Raimonds Baltgalvis Uldis Jakseboga Lettonia | Louis Grünbeck Maximilian Kührt Germania     | [ 29 ] |
| 1º marzo 2025    | Sigulda    | Lettonia | Marcus Mueller Ansel Haugsjaa Stati Uniti    | Louis Grünbeck Maximilian Kührt Germania     | Raimonds Baltgalvis Uldis Jakseboga Lettonia | [ 30 ] |

### Gara a squadre
| Data             | Località   | Nazione  | Primi classificati                                                     | Secondi classificati                                                                    | Terzi classificati                                                                      | RU     |
| ---------------- | ---------- | -------- | ---------------------------------------------------------------------- | --------------------------------------------------------------------------------------- | --------------------------------------------------------------------------------------- | ------ |
| 7 dicembre 2024  | La Plagne  | Francia  | Germania Anka Jänicke Niklas Zehner Louis Grünbeck / Maximilian Kührt  | Austria Annina Grundböck Paul Socher Johannes Scharnagl / Moritz Schiegl                | Slovacchia Viktoria Praxová Christián Bosman Bruno Mick / Viktor Varga                  | [ 31 ] |
| 21 dicembre 2024 | Winterberg | Germania | Germania Anka Jänicke Marco Leger Louis Grünbeck / Maximilian Kührt    | Austria Viktoria Gasser Noah Kallan Johannes Scharnagl / Moritz Schiegl                 | Lettonia Margita Sirsniņa Edvards Marts Markitāns Raimonds Baltgalvis / Uldis Jakseboga | [ 32 ] |
| 15 febbraio 2025 | Oberhof    | Germania | Germania Antonia Pietschmann Marco Leger Silas Sartor / Liron Raimer   | Lettonia Margita Sirsniņa Edvards Marts Markitāns Raimonds Baltgalvis / Uldis Jakseboga | Stati Uniti Talia Tonn Aidan Mueller Marcus Mueller / Ansel Haugsjaa                    | [ 33 ] |
| 28 febbraio 2025 | Sigulda    | Lettonia | Germania Josephine Buse Marco Leger Louis Grünbeck / Maximilian Kührt  | Lettonia Zane Kaluma Roberts Lazdāns Raimonds Baltgalvis / Uldis Jakseboga              | Stati Uniti Talia Tonn Aidan Mueller Marcus Mueller / Ansel Haugsjaa                    | [ 34 ] |
| 2 marzo 2025     | Sigulda    | Lettonia | Germania Josephine Buse Hannes Röder Louis Grünbeck / Maximilian Kührt | Lettonia Zane Kaluma Edvards Marts Markitāns Raimonds Baltgalvis / Uldis Jakseboga      | Austria Annina Grundböck Noah Kallan Johannes Scharnagl / Moritz Schiegl                | [ 35 ] |

## Classifiche

### Singolo donne
| Pos. | Nome                | Nazione  | Risultati ottenuti | Risultati ottenuti | Risultati ottenuti | Risultati ottenuti | Risultati ottenuti | Risultati ottenuti | Punti totali |
| Pos. | Nome                | Nazione  | LAP-1              | LAP-2              | WIN                | OBE                | SIG-1              | SIG-2              | Punti totali |
| ---- | ------------------- | -------- | ------------------ | ------------------ | ------------------ | ------------------ | ------------------ | ------------------ | ------------ |
| 1    | Josephine Buse      | Germania | 6                  | 7                  | 2                  | 2                  | 2                  | 1                  | 451          |
| 2    | Antonia Pietschmann | Germania | 2                  | 2                  | DNF                | 1                  | 3                  | 7                  | 386          |
| 3    | Alexandra Oberstolz | Italia   | 7                  | 11                 | 10                 | 4                  | 5                  | 3                  | 301          |
| 4    | Anka Jänicke        | Germania | 1                  | 1                  | 1                  | –                  | –                  | –                  | 300          |
| 5    | Laura Koch          | Germania | 4                  | 5                  | 4                  | –                  | 4                  | 9                  | 274          |
| 6    | Margita Sirsniņa    | Lettonia | 28                 | 3                  | 11                 | 3                  | 23                 | 4                  | 265          |
| 7    | Helena Trampe       | Germania | 5                  | 6                  | 19                 | 5                  | 7                  | 15                 | 254          |
| 8    | Katharina Kofler    | Italia   | 11                 | 13                 | 13                 | 6                  | 6                  | 5                  | 249          |
| 9    | Annina Grundböck    | Austria  | 10                 | 10                 | 6                  | 17                 | 12                 | 6                  | 228          |
| 10   | Mona Schmidt        | Austria  | 12                 | 15                 | 8                  | 7                  | 9                  | 8                  | 227          |

### Singolo uomini
| Pos. | Nome                 | Nazione    | Risultati ottenuti | Risultati ottenuti | Risultati ottenuti | Risultati ottenuti | Risultati ottenuti | Risultati ottenuti | Punti totali |
| Pos. | Nome                 | Nazione    | LAP-1              | LAP-2              | WIN                | OBE                | SIG-1              | SIG-2              | Punti totali |
| ---- | -------------------- | ---------- | ------------------ | ------------------ | ------------------ | ------------------ | ------------------ | ------------------ | ------------ |
| 1    | Leon Haselrieder     | Italia     | 1                  | 1                  | 3                  | 7                  | 23                 | 7                  | 380          |
| 2    | Noah Kallan          | Austria    | –                  | –                  | 1                  | 3                  | 2                  | 1                  | 355          |
| 3    | Marco Leger          | Germania   | –                  | –                  | 2                  | 1                  | 3                  | 3                  | 325          |
| 4    | Fabio Zauser         | Austria    | 4                  | 8                  | 4                  | 5                  | 1                  | DNS                | 317          |
| 5    | Hannes Röder         | Germania   | 12                 | 12                 | 7                  | 4                  | 4                  | 2                  | 315          |
| 6    | Paul Socher          | Austria    | 3                  | 7                  | 6                  | 6                  | 13                 | 14                 | 274          |
| 7    | Christián Bosman     | Slovacchia | 6                  | 4                  | 11                 | 12                 | 10                 | 5                  | 267          |
| 8    | Niklas Zehner        | Germania   | 7                  | 5                  | 5                  | 2                  | DNS                | DNS                | 241          |
| 9    | Philipp Brunner      | Italia     | 8                  | 6                  | 10                 | 10                 | 12                 | 9                  | 235          |
| 10   | Danylo Marcynovs'kyj | Ucraina    | 10                 | 10                 | 14                 | –                  | 5                  | 4                  | 215          |

### Doppio donne
| Pos. | Nome                                  | Nazione     | Risultati ottenuti | Risultati ottenuti | Risultati ottenuti | Risultati ottenuti | Risultati ottenuti | Risultati ottenuti | Punti totali |
| Pos. | Nome                                  | Nazione     | LAP-1              | LAP-2              | WIN                | OBE                | SIG-1              | SIG-2              | Punti totali |
| ---- | ------------------------------------- | ----------- | ------------------ | ------------------ | ------------------ | ------------------ | ------------------ | ------------------ | ------------ |
| 1    | Alexandra Oberstolz Katharina Kofler  | Italia      | 2                  | 2                  | 2                  | 2                  | 2                  | 3                  | 495          |
| 2    | Elisa-Marie Storch Pauline Patz       | Germania    | 1                  | 1                  | DNF                | 1                  | 1                  | 2                  | 485          |
| 3    | Sarah Pflaume Lina Peterseim          | Germania    | 5                  | 6                  | 1                  | 4                  | 6                  | 5                  | 370          |
| 4    | Amanda Ogorodņikova Selīna Zvilna     | Lettonia    | 3                  | 3                  | 5                  | 5                  | 7                  | DNF                | 296          |
| 5    | Zuzanna Jędrzejczyk Oliwia Dawidowska | Polonia     | 6                  | 4                  | –                  | 7                  | 3                  | 4                  | 286          |
| 6    | Lina Riedl Anna Lerch                 | Austria     | 4                  | 5                  | 4                  | 6                  | –                  | –                  | 225          |
| 7    | Viktoria Praxová Desana Spitzova      | Slovacchia  | 8                  | 7                  | 6                  | 9                  | DNS                | DNS                | 177          |
| 8    | Marta Robežniece Kitija Bogdanova     | Lettonia    | –                  | –                  | –                  | –                  | 4                  | 1                  | 160          |
| 9    | Sadie Martin Brianna Gosnell          | Stati Uniti | –                  | –                  | –                  | 10                 | 5                  | 6                  | 141          |
| 10   | Lilly-Sophie Bierast Leandra Claus    | Germania    | –                  | –                  | 3                  | 3                  | –                  | –                  | 140          |

### Doppio uomini
| Pos. | Nome                                | Nazione     | Risultati ottenuti | Risultati ottenuti | Risultati ottenuti | Risultati ottenuti | Risultati ottenuti | Risultati ottenuti | Punti totali |
| Pos. | Nome                                | Nazione     | LAP-1              | LAP-2              | WIN                | OBE                | SIG-1              | SIG-2              | Punti totali |
| ---- | ----------------------------------- | ----------- | ------------------ | ------------------ | ------------------ | ------------------ | ------------------ | ------------------ | ------------ |
| 1    | Louis Grünbeck Maximilian Kührt     | Germania    | 1                  | 2                  | 1                  | 3                  | 3                  | 2                  | 510          |
| 2    | Raimonds Baltgalvis Uldis Jakseboga | Lettonia    | 3                  | 1                  | 3                  | 6                  | 2                  | 3                  | 445          |
| 3    | Silas Sartor Liron Raimer           | Germania    | 2                  | 3                  | 2                  | 2                  | 5                  | 6                  | 430          |
| 4    | Johannes Scharnagl Moritz Schiegl   | Austria     | 4                  | 4                  | 4                  | 4                  | 9                  | 8                  | 321          |
| 5    | Marcus Mueller Ansel Haugsjaa       | Stati Uniti | –                  | –                  | –                  | 1                  | 1                  | 1                  | 300          |
| 6    | Jānis Gruzdulis-Borovojs Leo Lusts  | Lettonia    | 6                  | 5                  | 6                  | 7                  | 8                  | 7                  | 289          |
| 7    | Maksym Pančuk Andrij Muc            | Ucraina     | 7                  | 7                  | DNF                | 9                  | 7                  | 5                  | 232          |
| 8    | Nathan Bivins Wolfgang Lux          | Stati Uniti | –                  | –                  | 7                  | 5                  | DNF                | 4                  | 161          |
| 9    | Vadym Mykyievyč Bohdan Babura       | Ucraina     | 9                  | 8                  | 5                  | –                  | –                  | –                  | 136          |
| 10   | Bruno Mick Viktor Varga             | Slovacchia  | 8                  | 6                  | –                  | 8                  | –                  | –                  | 134          |

### Gara a squadre
| Pos. | Nazione             | Risultati ottenuti | Risultati ottenuti | Risultati ottenuti | Risultati ottenuti | Risultati ottenuti | Punti totali |
| Pos. | Nazione             | LAP-2              | WIN                | OBE                | SIG-1              | SIG-2              | Punti totali |
| ---- | ------------------- | ------------------ | ------------------ | ------------------ | ------------------ | ------------------ | ------------ |
| 1    | Germania            | 1                  | 1                  | 1                  | 1                  | 1                  | 500          |
| 2    | Austria             | 2                  | 2                  | 4                  | 6                  | 3                  | 350          |
| 3    | Lettonia            | DSQ                | 3                  | 2                  | 2                  | 2                  | 325          |
| 4    | Stati Uniti         | –                  | 4                  | 3                  | 3                  | 4                  | 260          |
| 5    | Ucraina             | 4                  | 5                  | 7                  | DNF                | 5                  | 216          |
| 6    | Polonia             | 5                  | –                  | DSQ                | 7                  | 6                  | 151          |
| 6    | Romania / Georgia   | –                  | –                  | 6                  | 5                  | 7                  | 151          |
| 8    | Slovacchia          | 3                  | –                  | 5                  | –                  | –                  | 125          |
| 9    | Italia / Slovacchia | –                  | –                  | –                  | 4                  | DNS                | 60           |
| –    | Italia              | DNS                | –                  | –                  | –                  | –                  | 0            |